# 일견경심 : 첫눈에 반하다
《일견경심 : 첫눈에 반하다》(一见倾心)는 2021년 방송되었던 중국의 드라마이다.

## 소개
- 1926년, 상하이시 거물의 딸 목완경은 어머니의 유골을 안장하기 위해 일본에서 상하이시로 돌아온다. 한편, 몰락한 군대 담가군의 수장 담현림은 상해 방어 사령관이 되기 위해 반란을 일으킨다. 담현림과 목완경은 각자의 이익을 위해 협력하지만 서로에게 점차 끌리기 시작하는데.

## 등장 인물
- 진성욱 (陳星旭) - 탄쉬안린 역
- 장정의 (张婧仪) - 무완친 역
- 임언준 (Evan Lin) - 쉬광야오 역
- 진흔여 (陈欣予) - 구웨솽 역
- 채우항 (蔡宇航) - 쑤훙천 역
- 원약항 (原若航) - 페이샤오준 역
- 마월 (马月) - 무완팅 역
- 소위동 (邵伟桐) - 담사 역
- 대아기 (戴蕥琪) - 탄쌍위 역
- 정효녕 (郑晓宁) - 목치원 역